# 科隆布莱沃苏勒
科隆布莱沃苏勒（法語：Colombe-lès-Vesoul，法語發音：[kɔlɔ̃b lɛ vəzul]，意为“沃苏勒附近的科隆布”）是法国上索恩省的一个市镇，属于沃苏勒区。

## 地理
科隆布莱沃苏勒（47°36'49"N, 6°12'45"E）面积7.94 平方千米，位于法国勃艮第-弗朗什-孔泰大區上索恩省，该省份为法国东部内陆省份，北起顺时针与孚日省、贝尔福地区省、杜省、汝拉省、科多尔省和上马恩省接壤。
与科隆布莱沃苏勒接壤的市镇（或旧市镇、城区）包括：诺鲁瓦堡、当瓦莱莱科隆布、弗罗泰莱沃苏勒、坎塞、维莱勒塞克。
科隆布莱沃苏勒的时区为UTC+01:00、UTC+02:00（夏令时）。

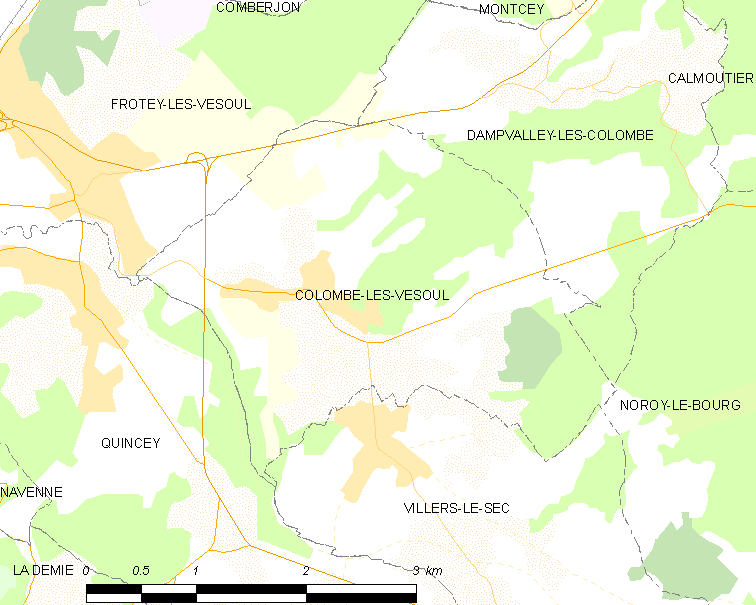
科隆布莱沃苏勒的OSM定位图

## 行政
科隆布莱沃苏勒的邮政编码为70000，INSEE市镇编码为70162。

## 政治
科隆布莱沃苏勒所属的省级选区为维莱塞克塞勒县。

## 人口

1962-2008年间科隆布莱沃苏勒人口变化图示

科隆布莱沃苏勒于2022年1月1日时的人口数量为480人。